# Escatawpa
Escatawpa – jednostka osadnicza w Stanach Zjednoczonych, w stanie Missisipi, w hrabstwie Jackson.